# Sergio & Serguéi
Sergio & Serguéi és una pel·lícula dramàtica cubana del 2017 dirigida per Ernesto Daranas. Fou seleccionada per representar Cuba a l'Oscar a la millor pel·lícula de parla no anglesa als Premis Oscar de 2018. Tot i això, no va figurar a la llista final de les pel·lícules presentades publicades per l'Acadèmia de les Arts i les Ciències Cinematogràfiques l'octubre del 2018. Té participació de TV3, que l'ha doblat al català.

## Argument
Sergio és professor de filosofia marxista a l'Havana. També és un radioaficionat. Peter, el seu contacte jueu-americà, li envia una ràdio moderna. A través d'ella, Sergio contacta i es fa amic de Sergei, un cosmonauta soviètic a l'estació espacial Mir. Mentrestant, un cop fallit provoca la fi de la Unió Soviètica. Sergei ha d'esperar fins que la nova Rússia el pugui rescatar. Sergio suporta les dificultats de la Cuba postsoviètica: amb l'ajut del seu veí que construeix balses, Sergio destil·la moonshine i la seva mare fabrica cigars perquè la seva filla Mariana tingui llet. El seu veí informador, Ramiro, enganya a l'agent Lía sobre les il·legalitats de Sergio. Sergei està preocupat per les dificultats sofertes per la seva família a la Rússia postsoviètica i amenaça de denunciar-les públicament. Sergio es posa en contacte amb Peter que pressiona un conegut de l'FBI. Per orgull nacional, el president rus Borís Ieltsin ordena el rescat de Sergei. Després de l'aterratge, Sergio i Sergei s'alegren per ràdio. En una seqüència onírica, Ramiro s'allibera de la gravetat i vola cap a Mir.

## Cast
- Tomás Cao - Sergio
- Héctor Noas - Sergei Asimov
- Ron Perlman - Peter

## Recepció
Sergio & Sergei ha recaptat un total mundial de 23.268 dòlars. Al web agregador de ressenyes Rotten Tomatoes, la pel·lícula té una qualificació d'aprovació del 80% basada en 5 ressenyes.

## Nominacions i premis
Al Festival de Màlaga de 2018 va guanyar el Premi Signis i el Premi del Jurat Jove. També va guanyar el premi a la millor pel·lícula d'Amèrica Central i el Carib al Festival Internacional de Cinema de Panamà.